# Arte anglosassone

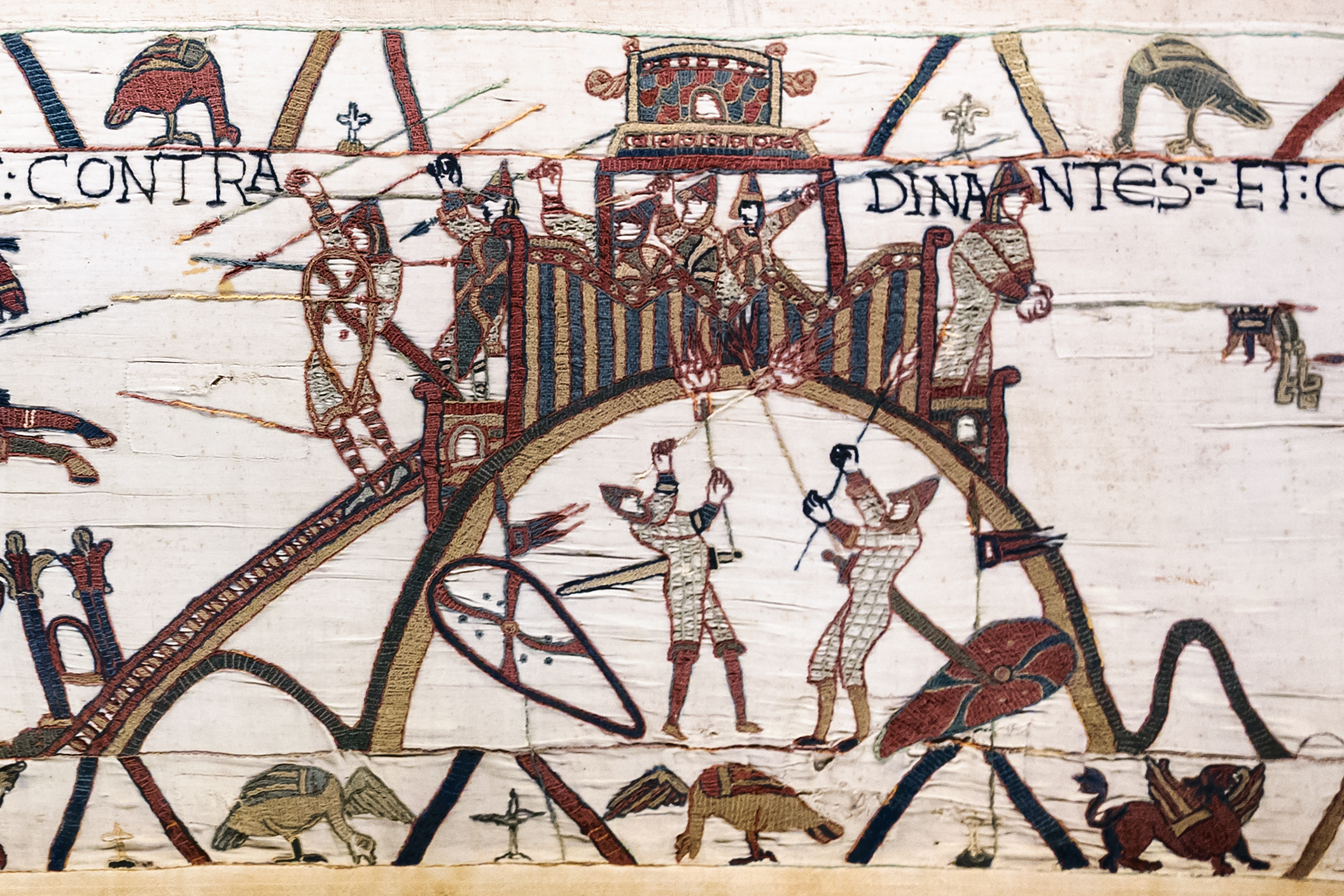
L'assalto ad una fortificazione sull'arazzo di Bayeux.

La definizione di arte anglosassone indica la produzione artistica della Gran Bretagna dall'epoca del re Alfredo il Grande (871-899) alla conquista normanna del 1066, dopo la quale si diffuse nell'isola l'arte romanica.
Dopo la loro conversione al Cristianesimo, tecniche e motivi decorativi propri delle tradizioni celtiche e anglosassoni avevano dato origine nelle isole britanniche allo stile artistico definito come arte insulare, applicato in particolare alla decorazione di opere di metallurgia e oreficeria e alla miniatura. L'arte anglosassone deriva dalla fusione di questa tradizione con gli influssi della contemporanea arte italiana, maggiormente legata alla tradizione dell'arte romana tardoantica, portati dai missionari provenienti da Roma.
L'arte anglosassone sopravvive soprattutto nella miniatura dei manoscritti, nell'architettura e nell'intaglio su avorio. Sono anche conosciute opere di metallurgia, come la spilla Fuller, del IX secolo), che tuttavia dovettero scomparire in larga parte nello spoglio di chiese e abbazie delle fasi iniziali della conquista normanna e sono dunque per la maggior parte oggetto di ritrovamenti archeologici.
L'arazzo di Bayeux, commissionato dai Normanni a celebrazione della conquista venne realizzato da artigiani anglosassoni, che lavorarono nella propria tradizione.
La cultura anglosassone ebbe contatti sempre più frequenti con il resto dell'Europa latina medioevale, con reciproche influenze. Nell'XI secolo esercitò il proprio influsso sulla Francia settentrionale con la cosiddetta "scuola del Canale".

## Architettura anglosassone
L'architettura anglosassone era principalmente costituita in materiali poveri. Gli edifici dei nuovi insediamenti, sorti dopo l'abbandono dei centri romani, erano costruiti prevalentemente in legno con tetti in paglia ed esistevano solo pochi edifici pubblici, soprattutto sale di riunione. Solo le chiese vennero costruite in pietra o in mattoni, a volte con materiali romani di reimpiego, ma spesso il loro originario impianto anglosassone è sopravvissuto solo parzialmente ai successivi rimaneggiamenti.
Le incursioni vichinghe dell'VIII secolo avevano comportato la distruzione di numerose chiese e abbazie costruite nel periodo precedente. Durante il regno di Alfredo il Grande molte città vennero fortificate e la pianta basilicale delle chiese, derivata dal modello romano, venne modificata con la costruzione di torri al posto del nartece. In alcuni casi sono presenti decorazioni scolpite, che riprendono i motivi geometrici tipici della tradizione anglosassone.

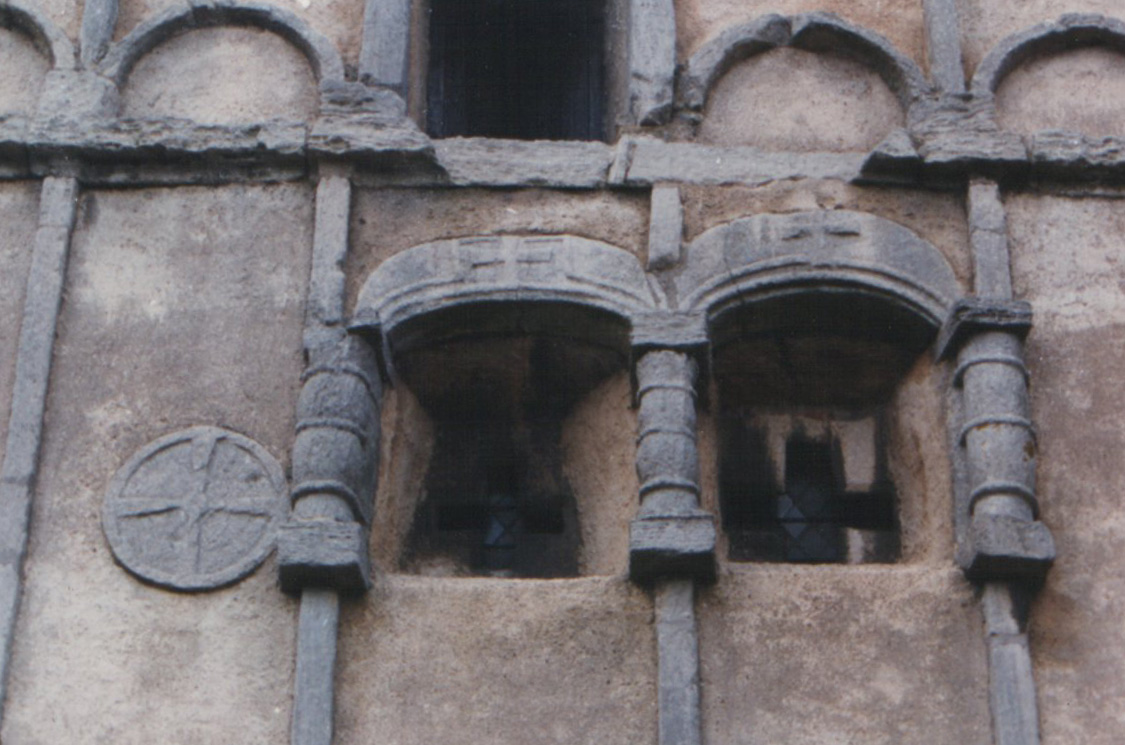
Decorazione in pietra della torre della All Saints' Church di Earls Barton, della fine del X secolo

Tra le chiese di questo periodo sono:
- la All Saints' Curch di Brixworth (Northamptonshire), fondata nel 675, ricostruita nell'VIII secolo e con torre costruita al posto del nartece agli inizi del IX secolo;
- il presbiterio della Saint Wystan's Church di Repton (Derbyshire), del IX secolo;
- la Saint Mary's Priory Church di Deerhurst  (Gloucestershire), datata a circa il 930, con torre;
- la All Saints' Church di Earls Barton (Northamptonshire), della fine del X secolo con torre decorata da sottili lesene e archetti in pietra e con angoli rafforzati da blocchi disposti alternativamente verticali e orizzontali;
- chiesa di Stow (Lincolnshire), del 975 e rimaneggiata nel 1054.
- Saint Michael at the Northgate, di Oxford, del 1040, con torre.
- Cappella di Odda a Deerhust (Gloucestershire), del 1056.

## Miniatura anglosassone

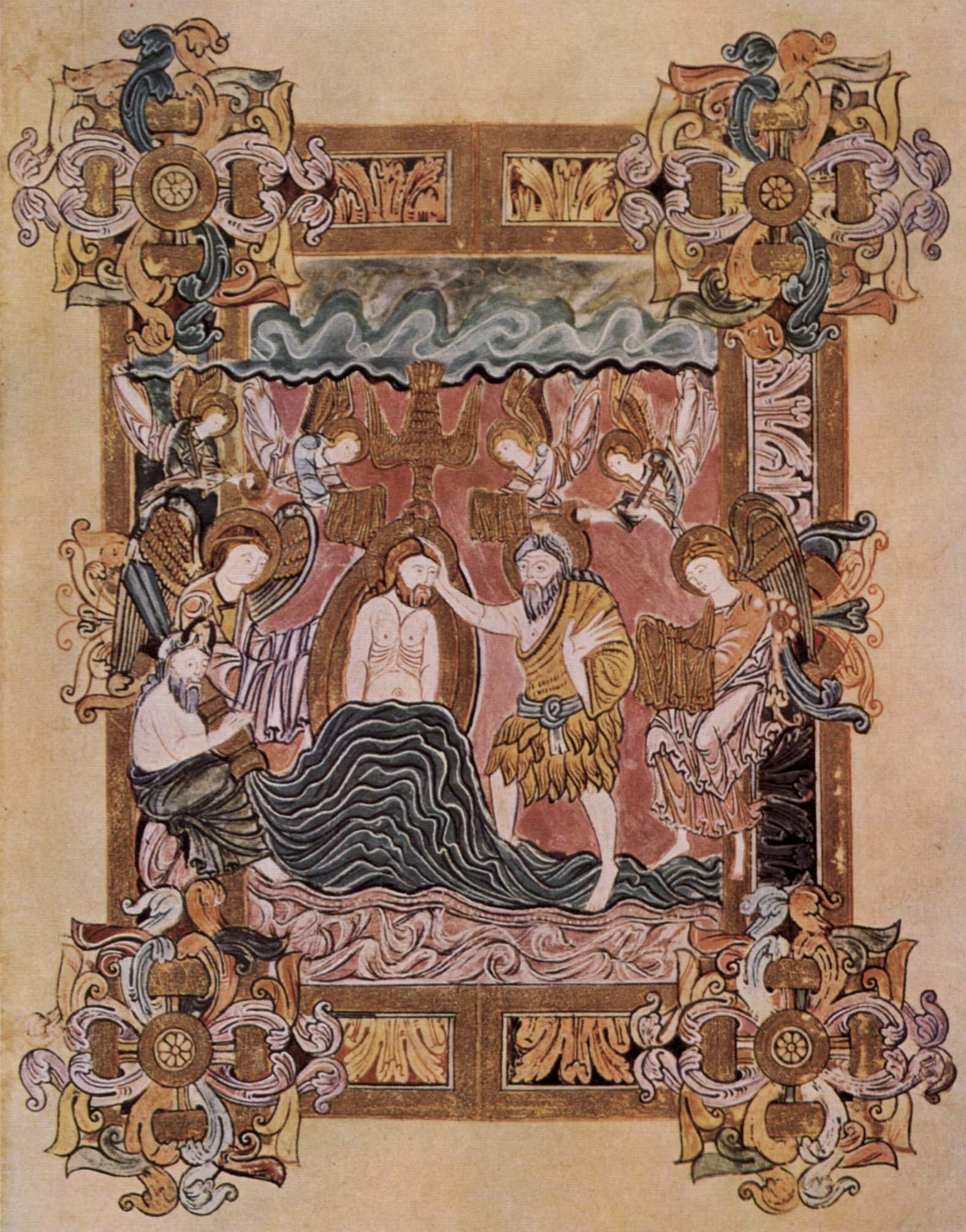
Pagina del benedizionale di Sant'Etelvoldo (f. 25r) con raffigurazione del Battesimo di Cristo.

Tra i manoscritti miniati è particolarmente significativo il benedizionale di Sant'Etelvoldo, del X secolo, che fonde caratteristiche insulari, carolinge e bizantine nello stile decorativo e nell'iconografia.
Nell'XI secolo si diffuse il cosiddetto "stile di Winchester", che fonde il decorativismo astratto delle tradizioni settentrionali con il figurativismo di quelle mediterranee (messale di Leofric).
Alcuni manoscritti anglosassoni comprendono illustrazioni realizzate a penna, senza uso del colore, influenzati dal salterio di Utrecht, del IX secolo, che era custodito a Canterbury intorno all'anno Mille e di cui il salterio di Harley, dell'XI secolo, è una copia.
Il contributo della miniatura anglosassone all'iconografia altomedievale è costituito dalla rappresentazione della "bocca dell'inferno" in forma della bocca di un mostro, e nel motivo dell'Ascensione di Cristo, rappresentata con un paio di gambe che spariscono in cima all'immagine: entrambi i motivi ebbero in seguito ampia diffusione nell'arte europea.

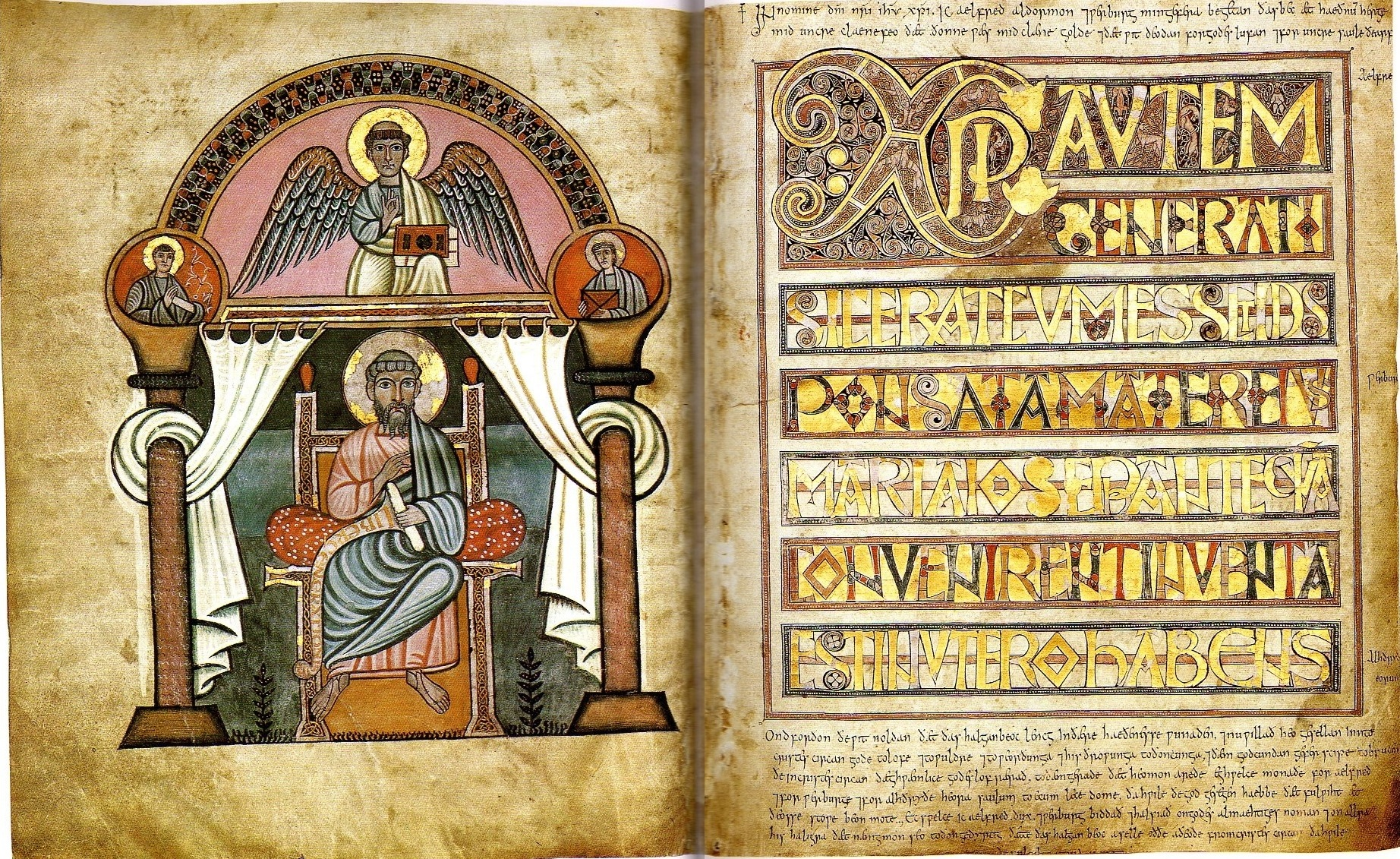
Il ritratto dell'evangelista e l'Incipit a Matteo dal Codice Aureo di Stoccolma, uno del "gruppo di Tiberio", mostra gli stili insulari della Northumbria e continentali classicizzanti che si combinavano e gareggiavano nei primi manoscritti anglosassoni. Probabilmente è stato realizzato a Canterbury.

La miniatura anglosassone fa parte dell'arte insulare, una combinazione di influenze dagli stili mediterraneo, celtico e germanico che sorsero quando gli anglosassoni incontrarono Attività missionaria irlandese in Northumbria, a Lindisfarne e Iona in particolare. Allo stesso tempo la missione gregoriana da Roma e i suoi successori importarono manoscritti continentali come l'italiano Vangelo di Sant'Agostino e per un periodo considerevole i due stili appaiono mescolati in una varietà di proporzioni nei manoscritti anglosassoni.
Nell'Evangeliario di Lindisfarne (circa 700–715) ci sono pagine tappeto ed iniziali insulari di complessità e raffinatezza senza precedenti ma i ritratto dell'evangelista, chiaramente seguendo modelli italiani, li semplificano notevolmente, fraintendono alcuni dettagli dell'ambientazione e dare loro un bordo con angoli intrecciati. Il ritratto di San Matteo è basato sullo stesso modello italiano, o molto simile, utilizzato per la figura di Esdra che è una delle due grandi miniature del Codex Amiatinus (ante 716), ma lo stile è molto diverso; un trattamento molto più illusionistico, e un "tentativo di introdurre un puro stile mediterraneo nell'Inghilterra anglosassone", che fallì, in quanto "forse troppo avanzato", lasciando apparentemente queste immagini come unica prova.
Una diversa mescolanza si vede nell'apertura del Stockholm Codex Aureus (metà dell'VIII secolo, in alto a sinistra) dove il ritratto dell'evangelista a sinistra è in un coerente adattamento dello stile italiano, probabilmente seguendo da vicino qualche modello perduto, sebbene aggiungendo l'intreccio al telaio della sedia, mentre la pagina del testo a destra è principalmente in stile insulare, specialmente nella prima riga, con le sue vigorose spirali celtiche e l'intreccio. Le righe seguenti ritornano a uno stile più pacato, più tipico dei manoscritti Frankish del periodo. Eppure lo stesso artista ha quasi certamente prodotto entrambe le pagine, ed è molto fiducioso in entrambi gli stili; il ritratto dell'evangelista di Giovanni comprende tondi con decorazione a spirale celtica probabilmente ricavata dagli stemmi smaltati di ciotola sospesa.
Questo è uno del cosiddetto "gruppo di Tiberio" di manoscritti, che tendeva verso lo stile italiano, e sembra essere associato a Kent, o forse al regno di Mercia nel periodo di massimo splendore della Supremazia merciana. È, nella consueta cronologia, l'ultimo manoscritto inglese in cui si trovano "modelli a spirale di tromba sviluppati".

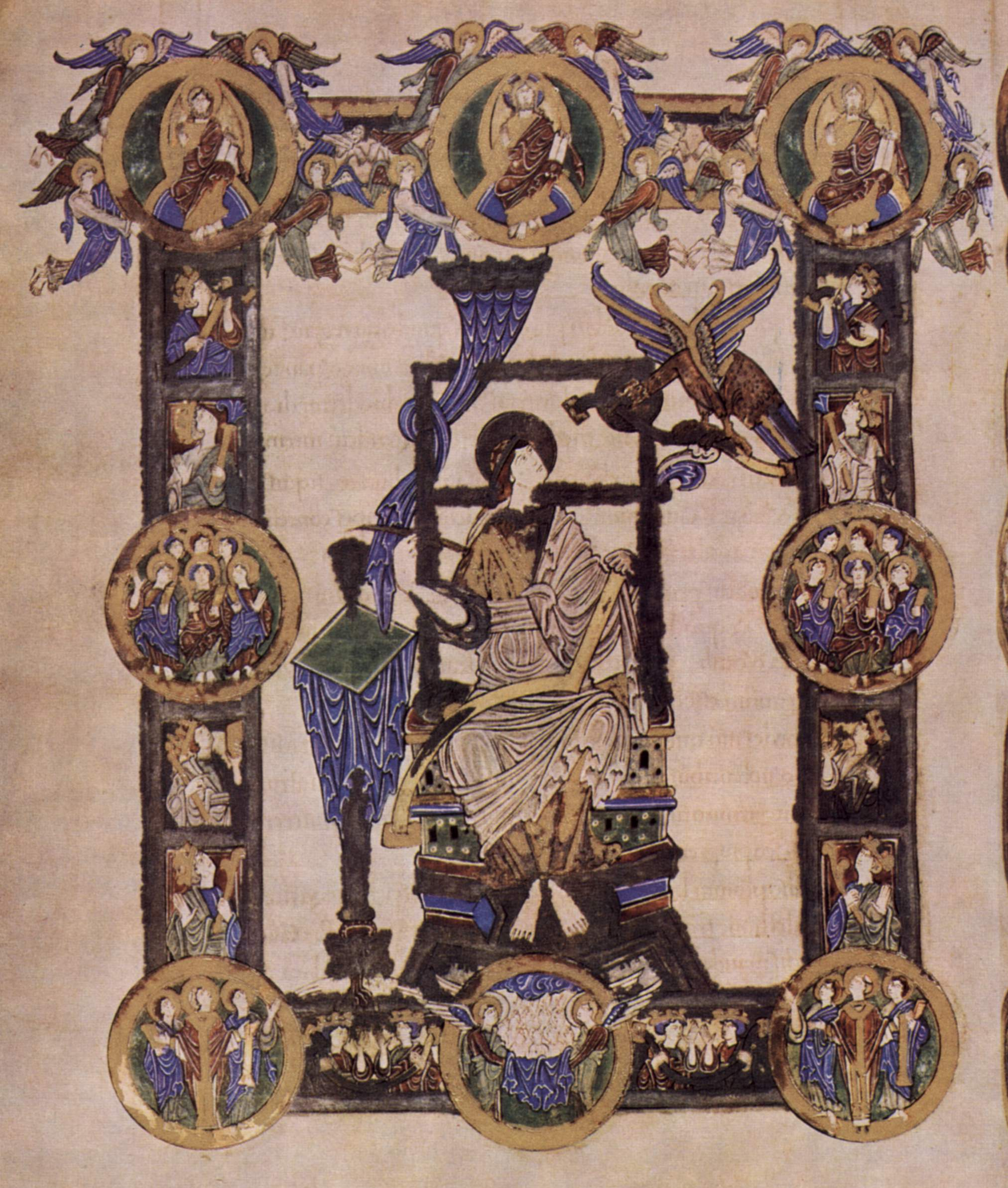
Ritratto evangelista dai Grimbald Gospels, inizio XI secolo, nel tardo stile Winchester.

Il IX secolo, in particolare la seconda metà, ha pochissime sopravvivenze importanti realizzate in Inghilterra, ma fu un periodo in cui l'influenza insulare e anglosassone sui manoscritti carolingia era al suo apice, da scriptoria come quelli alla fondazione della missione anglosassone presso l'Abbazia di Echternach (sebbene gli importanti Echternach Gospels siano stati creati in Northumbria), e il monastero principale a Tours, dove Alcuino di York fu seguito da un altro abate anglosassone, coprendo tra loro il periodo dal 796 all'834. Sebbene la biblioteca di Tours sia stata distrutta dai norreni, oltre 60 manoscritti miniati del IX secolo del 'scriptorium' sopravvive, in uno stile che mostra molti prestiti dai modelli inglesi, specialmente nelle pagine iniziali, dove l'influenza insulare rimase visibile nel nord della Francia fino al XII secolo. La lavorazione dei metalli anglosassone prodotta nell'area Salisburgo della moderna Austria ha una controparte manoscritta nei "Cutbercht Gospels" a Vienna.
Nel X secolo gli elementi insulari furono relegati ad abbellimenti decorativi in Inghilterra, mentre si sviluppava la prima fase dello "stile Winchester". Il primo ornamento vegetale, con foglie e uva, si vedeva già in un'iniziale del Leningrado Beda, probabilmente databile al 746. L'altra grande iniziale del manoscritto è la prima iniziale istoriata (quella contenente un ritratto o una scena, qui Cristo o un santo) in tutta Europa. Il rotolo di vite o pianta di derivazione classica doveva in gran parte soppiantare l'intreccio come riempitivo dominante degli spazi ornamentali nell'arte anglosassone, proprio come ha fatto in gran parte dell'Europa a partire dall'arte carolingia, sebbene in Inghilterra gli animali all'interno dei rotoli siano rimasti molto più comuni che all'estero.

## Vetri anglosassoni
Oggetti in vetro sono stati rinvenuti negli scavi archeologici sia di necropoli che in insediamenti. Comprendono recipienti, perle per collane, smalti ed elementi inseriti in opere di oreficeria, e soprattutto vetri per finestre, in alcuni casi anche colorati, utilizzati in chiese e monasteri già a partire dal VII secolo.
Per la fabbricazione del vetro si utilizzava come materia prima il silicio, ottenuto dalla sabbia, soda ottenuta dal natron, sostituita nel corso del X secolo dal potassio ricavato dalla cenere di legno, calcio come stabilizzante, spesso già presente nella sabbia. Le naturali impurità presenti nelle materie prime o deliberatamente aggiunte in piccole quantità consentivano inoltre effetti coloranti o opacizzanti. Le tecniche erano state riprese dalla precedente tradizione romana e in alcuni casi i frammenti di vetro rotti venivano rilavorati per la produzione di nuovi oggetti.
La lavorazione del vetro avveniva in officine legate ai monasteri e probabilmente da parte di maestranze itineranti che si spostavano a seconda delle necessità. Le tecniche si erano tuttavia impoverite rispetto all'epoca romana.
Nuove forme di recipienti furono introdotte in epoca anglosassone, utilizzate sia come vasellame da mensa (con fondo piatto), ma soprattutto con fondi arrotondati o appuntiti. Gli orli erano ispessiti e arrotondati. Una tipologia di queste forme fu per la prima volta redatta da Donald Harden nel 1956. e successivamente rivista nel 1978. La decorazione era costituita da applicazioni sempre in vetro. Spesso i vetri erano colorati e si usavano anche due colori per la decorazione.
Collane in perline di vetro e di altri materiali (ambra, pietre dure, osso, corallo), erano ampiamente diffuse, come provano i numerosi ritrovamenti nelle sepolture femminili, mentre larghe perle in vetro erano utilizzate per la decorazione di armi da parata. Potevano essere sia importate che prodotte localmente.

### Bibliografiche
1. ↑  Il benedizionale di Sant'Etelvoldo è conservato nella British Library (Additional MS 49598).
2. ↑  Il messale di Leofric è conservato nella Bodleian Library di Oxford (MS Bodl. 579).
3. ↑  Il salterio di Harley è conservato nella British Library (Harley MS 603).
4. ↑  Wilson, 40, 49 (citazione)
5. ↑  Nordenfalk, 96–107, Wilson 94
6. ↑  Wilson, p. 94.
7. ↑  Wilson, pp. 131-133.
8. ↑  Henderson, pp. 63-71.
9. ↑  Dodwell 1993, p. 90.
10. ↑  Wilson, p. 63.
11. ↑  M. Heyworth, "Evidence for early medieval glass-working in north-western Europe", in S. Jennings e A. Vince (a cura di), Medieval Europe. III. Technology and Innovation, York 1992, pp. 169-174; V. Evison, Glass vessels in England. AD 400-1100, In Price, 2000, pp. 47–104.
12. ↑  J. Bayley, Glass-working in Early Medieval England,In Price, 2000, pp. 137–142.
13. ↑  D. B. Harden, "Glass Vessels in Britain and Ireland. A.D. 400-1000", in D. B. Harden (a cura di), Dark-age Britain: studies presented to E. T. Leeds with a bibliography of his works, London, Methuen, 1956.
14. ↑  D. B. Harden, "Anglo-Saxon and later Medieval glass in Britain. Some recent developments", in Medieval Archaeology, 22, 1978, pp. 1-24.